# Robert Servatius
Robert Servatius (31. října 1894 Kolín nad Rýnem – 7. srpna 1983 tamtéž) byl německý právník známý především obhajobou vysoce postavených nacistů obviněných po druhé světové válce z válečných zločinů. Obhajoval mj. Adolfa Eichmanna.

## Život
Narodil se do rodiny průmyslníků. Během první světové války sloužil jako důstojník u dělostřelectva. V letech 1918–1922 studoval práva, doktorát získal v roce 1925 na Univerzitě v Bonnu. Pracoval jako právník v Kolíně nad Rýnem, se specializací se na obchodní a daňové právo. Za druhé světové války se vrátil zpět do vojenských služeb a byl povýšen do hodnosti majora. Nikdy nebyl členem Národně socialistické německé dělnické strany (NSDAP).
Po skončení války obhajoval několik představitelů nacistického režimu: v hlavním norimberském procesu byl obhájcem Fritze Sauckela (odsouzen k trestu smrti), dále obhajoval Karla Brandta v tzv. lékařském procesu (odsouzen k trestu smrti) a Paula Pleigera (odsouzen k patnáctiletému vězení, později propuštěn). V 50. letech 20. století Servatius působil v Německu jako komerční právník.
Po dopadení Adolfa Eichmanna izraelskou zpravodajskou službou Mosad v Argentině v roce 1960 se Servatius nabídl Eichmannovým bratrům v Rakousku coby jeho obhájce. Ze třech Izraelem nabídnutých obhájců pro nadcházející proces v Jeruzalémě si Eichmann vybral právě Servatia; ten potvrdil převzetí obhajoby v říjnu 1960. V důsledku tohoto rozhodnutí musely být změněny izraelské zákony, protože ty předešlé zakazovaly obhajování zahraničním právním zástupcem. Předtím, než byl stanoven termín soudního řízení s Eichmannem, prověřoval Servatiovu minulost Mosad, žádné prohřešky u něj ale nenašel. Přestože byl najat samotným Eichmannem, nemalé soudní výlohy musela zaplatit izraelská vláda na základě precedentu stanoveného v Norimberku. K Servatiovým hlavním argumentům v procesu patřilo například zpochybnění způsobu, prostřednictvím kterého byl Eichmann dopraven do Izraele (únos izraelskou tajnou službou), fakt, že zákon, podle kterého byl Eichmann souzen, byl přijat až v roce 1950 či skutečnost, že stát Izrael, před jehož soudem Eichmann stál, v době spáchání projednávaných zločinů ještě neexistoval. Vedle Roberta Servatia Eichmanna hájil i německý advokát Dieter Wechtenbruch, jenž kromě jiného zabezpečoval výslechy bývalých představitelů nacistického režimu, které probíhaly v Německu.